# Города Приволжского федерального округа
По итогам Всероссийской переписи населения 2010 года в Приволжском федеральном округе 196 городов, из них
- 5 города-миллионера,
- 7 крупнейших (население от 500 тыс. до 1,5 млн жителей),
- 4 крупных (население от 250 тыс. до 500 тыс. жителей),
- 18 больших (население от 100 тыс. до 250 тыс. жителей),
- 34 средних (население от 50 тыс. до 100 тыс. жителей),
- 130 малых (население менее 50 тыс. жителей).

Ниже приведён список всех регионов России, городов с указанием населения по данным переписи.

## Башкортостан
Города-миллионеры
- Уфа 1 062 303

Крупные города
- Стерлитамак 279 568

Большие города
- Нефтекамск 121 757
- Октябрьский 109 379
- Салават 156 085

Средние города
- Белебей 60 183
- Белорецк 68 804
- Ишимбай 66 242
- Кумертау 62 854
- Мелеуз 61 408
- Сибай 62 732
- Туймазы 66 849

Малые города
- Агидель 16 365
- Баймак 17 710
- Бирск 41 637
- Благовещенск 34 246
- Давлеканово 24 040
- Дюртюли 31 272
- Межгорье 17 353
- Учалы 37 771
- Янаул 26 988

## Кировская область
Крупнейшие города
- Киров 507 668

Средние города
- Кирово-Чепецк 80 920

Малые города
- Белая Холуница 11 232
- Вятские Поляны 35 159
- Зуевка 11 198
- Кирс 10 420
- Котельнич 24 979
- Луза 11 262
- Малмыж 8265
- Мураши 6752
- Нолинск 9556
- Омутнинск 23 618
- Орлов 6959
- Слободской 33 983
- Советск 16 592
- Сосновка 11 960
- Уржум 10 213
- Яранск 17 252

## Марий Эл
Крупные города
- Йошкар-Ола 267 746

Средние города
- Волжск 54 881

Малые города
- Звенигово 11 764
- Козьмодемьянск 21 038

## Мордовия
Крупные города
- Саранск 297 425

Малые города
- Ардатов 9400
- Инсар 8687
- Ковылкино 21 307
- Краснослободск 10 151
- Рузаевка 47 529
- Темников 7247

## Нижегородская область
Города-миллионеры
- Нижний Новгород 1 250 615

Большие города
- Арзамас 106 367
- Дзержинск 240 762

Средние города
- Балахна 51 526
- Бор 78 079
- Выкса 56 196
- Кстово 66 641
- Павлово 60 699
- Саров 92 073

Малые города
- Богородск 35 497
- Ветлуга 8956
- Володарск 9924
- Ворсма 11 622
- Горбатов 2278
- Городец 30 699
- Заволжье 40 265
- Княгинино 6708
- Кулебаки 35 762
- Лукоянов 14 949
- Лысково 21 882
- Навашино 16 413
- Первомайск 14 567
- Перевоз 9201
- Семёнов 24 472
- Сергач 21 387
- Урень 12 306
- Чкаловск 12 371
- Шахунья 20 926

## Оренбургская область
Крупнейшие города
- Оренбург 546 987

Большие города
- Орск 239 752

Средние города
- Бузулук 82 655
- Новотроицк 98 184

Малые города
- Абдулино 20 183
- Бугуруслан 49 737
- Гай 38 302
- Кувандык 26 176
- Медногорск 27 290
- Соль-Илецк 28 369
- Сорочинск 29 260
- Ясный 17 365

## Пензенская область
Крупнейшие города
- Пенза 517 137

Средние города
- Заречный 63 579
- Кузнецк 88 883

Малые города
- Белинский 8567
- Городище 8102
- Каменка 39 579
- Нижний Ломов 22 725
- Никольск 22 475
- Сердобск 35 387
- Спасск 7442
- Сурск 7032

## Пермский край
Города-миллионеры
- Пермь 1 036 469

Большие города
- Березники 156 512

Средние города
- Краснокамск 51 929
- Кунгур 66 110
- Лысьва 65 931
- Соликамск 97 239
- Чайковский 82 933

Малые города
- Верещагино 22 161
- Горнозаводск 12 056
- Гремячинск 10 750
- Губаха 27 544
- Добрянка 33 685
- Кизел 19 590
- Красновишерск 16 098
- Кудымкар 28 984
- Нытва 19 042
- Оса 21 191
- Оханск 7249
- Очёр 14 239
- Усолье 5694
- Чердынь 4920
- Чёрмоз 3861
- Чернушка 33 275
- Чусовой 46 740
- Александровск 14 502

## Самарская область
Города-миллионеры
- Самара 1 164 896

Крупнейшие города
- Тольятти 719 514

Большие города
- Новокуйбышевск 108 449
- Сызрань 178 773

Средние города
- Жигулёвск 55 560
- Чапаевск 72 689

Малые города
- Кинель 34 472
- Нефтегорск 19 256
- Октябрьск 27 244
- Отрадный 48 359
- Похвистнево 28 181

## Саратовская область
Крупнейшие города
- Саратов 837 831

Большие города
- Балаково 199 573
- Энгельс 202 401

Средние города
- Балашов 82 222
- Вольск 66 520

Малые города
- Аркадак 12 846
- Аткарск 25 620
- Ершов 21 447
- Калининск 16 442
- Красноармейск 24 362
- Красный Кут 14 420
- Маркс 31 535
- Новоузенск 17 015
- Петровск 31 158
- Пугачёв 41 705
- Ртищево 41 295
- Хвалынск 13 094
- Шиханы 6067

## Татарстан
Города-миллионеры
- Казань 1 257 391

Крупнейшие города
- Набережные Челны 526 750

Большие города
- Альметьевск 154 262
- Нижнекамск 234 108

Средние города
- Бугульма 89 144
- Елабуга 70 750
- Зеленодольск 97 651
- Чистополь 60 703
- Лениногорск 64 145

Малые города
- Агрыз 19 299
- Азнакаево 34 859
- Арск 18 114
- Бавлы 22 109
- Болгар 8650
- Буинск 20 342
- Заинск 41 798
- Кукмор 16 918
- Лаишево 7735
- Мамадыш 14 432
- Менделеевск 22 075
- Мензелинск 16 474
- Нурлат 32 600
- Тетюши 11 596
- Лаишево 9074
- Болгар 8285
- Иннополис 3955

## Удмуртская Республика
Крупнейшие города
- Ижевск 650 116

Большие города
- Воткинск 100 034
- Сарапул 101 390

Средние города
- Глазов 95 835

Малые города
- Камбарка 11 028
- Можга 47 959

## Ульяновская область
Крупнейшие города
- Ульяновск 613 793

Большие города
- Димитровград 122 549

Малые города
- Барыш 17 149
- Инза 18 547
- Новоульяновск 16 032
- Сенгилей 6959

## Чувашия
Крупные города
- Чебоксары 453 645

Большие города
- Новочебоксарск 124 113

Малые города
- Алатырь 38 202
- Канаш 45 608
- Козловка 10 355
- Мариинский Посад 9089
- Цивильск 13 478
- Шумерля 31 724
- Ядрин 9614